# Phiala arrecta
Phiala arrecta är en fjärilsart som beskrevs av William Lucas Distant 1899. Phiala arrecta ingår i släktet Phiala och familjen Eupterotidae. Inga underarter finns listade i Catalogue of Life.